# Hubert Jolivet
Hubert Jolivet, né le 18 octobre 1906 à Arçay et mort le 21 octobre 1990 à Bourges, est un coureur cycliste français, en activité de 1928 à 1936,.

## Biographie
En 1932 et 1933, il court pour l'Équipe cycliste Helyett.

## Palmarès
- 1928
  - 3e du Circuit boussaquin
- 1931
  - 2e de Paris-Contres
- 1932
  - Grand Prix de la Sarthe
  - 3e du Grand Prix de Cours-la-Ville
- 1933
  - 2e du Grand Prix de la Sarthe
- 1936
  - Poitiers-Saumur-Poitiers